# Dick Gautier
Richard G. Gautier (Culver City, California; 30 de octubre de 1931-Arcadia, California; 13 de enero de 2017), conocido como Dick Gautier, fue un actor, comediante y compositor estadounidense, famoso por haber interpretado el robot humanoide Hymie (conocido como Jaime en Hispanoamérica) en la serie de televisión Get Smart (Superagente 86 en ciertos países hispanohablantes) y también en la película Get Smart, Again (1989), derivada de la serie.

## Carrera profesional
Comenzó su carrera como cómico de clubes nocturnos y cantante de salón y luego la encauzó hacia la actuación y el doblaje.
Apareció como la voz de doblaje de varias producciones de dibujos animados como, The Pirates of Dark Water (1991-93), Potsworth & Co. (1990), G.I. Joe: The Movie (1987) y Transformers (1984-87).
Como actor además trabajó como Robin Hood en When Things Were Rotten (1975) para televisión y en cine en The Naked Truth (1992), Glitch! (1988) , Copper Mountain (1983) y en la serie Knight Rider en el episodio "Camaleon" (1984).
Casado el 8 de marzo de 1967 con la actriz Barbara Stuart, con quien tuvo tres hijos antes de separarse: Chrissie, Randy y Denise.
Era aficionado al dibujo y publicó siete libros sobre el arte de la caricatura y el dibujo humorístico.

## Obra
- Actors as artists
- Bobby Starret (escrito bajo el seudónimo de Don Spumey)
- Creating comic characters
- Drawing and cartooning 1001 caricatures
- Drawing and cartooning 1001 faces
- Drawing and cartooning 1001 figures in action
- Musicians as artists
- No laughing matter
- The Art of Caricature
- The career cartoonist
- Gautier, Dick (1989). The Creative Cartoonist. Perigee Books. ISBN 0-399-51434-1.
- The rocky road to semi-stardom